# Philinae

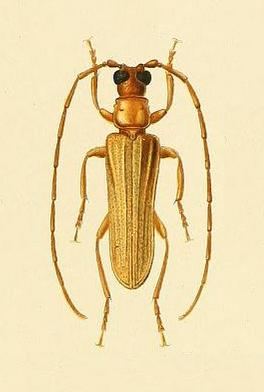
Doesus telephoroides

Philinae (лат.) — подсемейство жуков семейства Vesperidae.

## Распространение
Афротропика, Мадагаскар, Юго-Восточная Азия.

## Описание
Мелкие и среднего размера жуки (длина 1—3 см), с длинными антеннами, сходные с усачами (Cerambycidae). Формула шпор голеней 2,2,2, или 1,2,2: передние голени у некоторых родов с одной шпорой (Heterophilus, Philus, Doesus).

## Систематика
Подсемейство Philinae рассматривается в составе Vesperidae или в Prioninae (Cerambycidae; см. Catalogue of Palaearctic Coleoptera, Löbl & Smetana, 2010). По данным Švácha et al.(1997) морфология личинок и биология Philinae не позволяет их отнести к Cerambycidae s. str. и иногда Philinae рассматривают в составе Vesperidae.
Включает более 20 видов. Описан один ископаемый вид †Philus brachelytrus Zhang, 1989 (Shanwang Formation, Burdigalian, Linqu County, миоцен, Китай).
- Aliturus[4]
  - Aliturus aberlenci Vives, 2005[5]
  - Aliturus didyanus Vives, 2005[5]
  - Aliturus fusculus Fairmaire 1904[6]
  - Aliturus gracilipes Fairmaire 1902[7][8]
  - Aliturus griseopubescens Fairmaire 1903[7]
  - Aliturus maculatus Vives, 2005[5]
  - Aliturus mourgliai Vives, 2005[5]
- Doesus Pascoe, 1862
  - Doesus taprobacinus Gahan, 1906[9]
  - Doesus telephoroides Pascoe, 1862[10]
- Heterophilus
  - Heterophilus dentitibialis Chiang & Chen, 1996[11]
  - Heterophilus punctulatus Chiang & Chen, 1996[12]
  - Heterophilus scabricollis Pu, 1988[13]
- Mantitheus Fairmaire, 1889[14]
  - Mantitheus gracilis Pic, 1924
  - Mantitheus murzini Vives, 2005[5]
  - Mantitheus pekinensis Fairmaire, 1889
  - Mantitheus taiguensis Wu & Chiang, 2000
- Philus Saunders, 1853
  - Philus antennatus (Gyllenhal, 1817)
  - †Philus brachelytrus Zhang, 1989
  - Philus curticollis Pic, 1930
  - Philus lumawigi Hüdepohl, 1990
  - Philus neimeng Wang, 2003[15]
  - Philus ophthalmicus Pascoe, 1886
  - Philus pallescens Bates, 1866
  - Philus rufescens Pascoe, 1886
- Spiniphilus Lin & Bi, 2011
  - Spiniphilus spinicornis Lin & Bi, 2011[2]
  - Spiniphilus xiaodongi Bi & Lin, 2015[16]